# Aorist
Aorist (grekiska ἀόριστος χρόνος aóristos chrónos 'obestämd tid') är en böjningsform av verben i en rad språk, till exempel grekiska och sanskrit. I de slaviska språken kallas den motsvarande formen perfektiv.
Aorist uttrycker en skillnad i aspekt, det vill säga en handling beskrivs som avslutad i motsättning till imperfekt som beskriver handlingen som oavslutad. Om någon säger "Igår kväll åt jag middag", får man förutsätta att detta är något som kommer att upprepas; handlingen är inte avslutad. Om någon istället yppar "När han sade att jag var en idiot, gav jag honom en käftsmäll", kan man anta att detta är en avslutad händelse.

## Exempel (grekiska)
| presens                         | aorist                |
| αγαπώ eller αγαπάω "jag älskar" | ἠγάπησα "jag älskade" |
| βάλλω "jag kastar"              | ἔβαλον "jag kastade"  |
| βλάπτω "jag sårar"              | έβλαψα "jag sårade"   |

Vanligtvis uppdelas aoristerna i fem olika bildningssätt:
1. Sigmatisk aorist (eller aoristus primus)
2. Aoristus secundus (eller tematisk aorist)
3. Kappa-aorister
4. Rota-aorister
5. Aorist passivum